# Pärlor åt svin (sång)
Pärlor åt svin är en låt framförd av Magnus Uggla, släppt på singel 2007, som bland annat toppade den svenska singellistan. Sången fanns med på Ugglas album Pärlor åt svinen. Texten är skriven av Magnus Uggla och musiken av Anders Henriksson och Magnus Uggla.
Melodin testades på Svensktoppen, där den låg i sju veckor under perioden 14 oktober-25 november 2007 , med tredjeplats som högsta placering där.

## Listplaceringar
| Lista (2007-2008) | Position |
| ----------------- | -------- |
| Sverige           | 1        |